# Manuel Conde-Pumpido Ferreiro
Manuel Conde-Pumpido Ferreiro  (Caldas de Reyes, Pontevedra, 26 de febrero de 1927-Málaga, 19 de septiembre de 2020) fue un Jurista español, Magistrado y primer Defensor del Pueblo de Andalucía.

## Carrera profesional
Hijo del Magistrado y  Presidente de la Audiencia Territorial de Galicia, Cándido Conde Pumpido, siguió la tradición familiar y en 1949 obtuvo la Licenciatura de Derecho en la Universidad de Santiago de Compostela. Ingresó en la Carrera Judicial por oposición en 1953. Fue Juez de Primera Instancia e Instrucción de Potes (Santander) y de Nador (Protectorado español de Marruecos).
Con la independencia de Marruecos fue uno de los Magistrados españoles que continuaron asesorando a la Justicia marroquí durante la primera etapa de su funcionamiento, actuando como Presidente del Tribunal de Nador, mientras residía en Melilla. Con ese motivo fue objeto de un homenaje en Rabat, por parte del Tribunal Supremo de Marruecos, con ocasión de la celebración de su cincuentenario en 2008, junto con otros Magistrados españoles que también colaboraron en los primeros tiempos de la puesta en marcha de la Justicia marroquí, en diversas plazas del antiguo Protectorado.
En 1964 fue nombrado Juez de Primera Instancia e Instrucción de Marbella (Málaga). En 1966 ascendió a Magistrado siendo destinado al Juzgado de Primera Instancia e Instrucción núm. 2 de Vitoria (Álava) y posteriormente ejerció como Magistrado de la Audiencia Provincial de Málaga, desde 1968 hasta que fue designado Defensor del Pueblo Andaluz en 1984.
En 1979 fue uno de los magistrados que fundaron, en el Parador de Sigüenza, la Asociación de la Magistratura, que en su creación inicial se configuró como centrista y acogió a jueces y magistrados de todas las tendencias ideológicas. 
Después de ejercer el cargo de defensor del Pueblo andaluz durante diez años, se reincorporó en 1995 a la Carrera Judicial ocupando la Presidencia de la Sala de lo Contencioso-Administrativo del Tribunal Superior de Justicia de Andalucía, en Málaga, hasta su jubilación en 1997.

## Vida familiar
Estuvo casado y tuvo tres hijas. Era tío del presidente del Tribunal Constitucional y exfiscal general del Estado Cándido Conde-Pumpido Tourón. Hermano del teniente fiscal del Tribunal Supremo, ya fallecido, Cándido Conde-Pumpido Ferreiro.

## Defensor del pueblo andaluz
El Defensor del Pueblo Andaluz es una institución cuya misión principal es la protección y defensa de los derechos y libertades establecidos en el primer título de la Constitución. Para ello puede inspeccionar a los ayuntamientos y diputaciones provinciales así como a la Junta de Andalucía. Es elegido por el Parlamento de Andalucía para un mandato de cinco años, que puede ser renovado. 
Por su prestigio como Magistrado y el consenso que suscitaba, Manuel Conde-Pumpido fue nombrado Primer Defensor del Pueblo Andaluz por el Pleno del Parlamento de Andalucía el 28 de noviembre de 1984, para un mandato de cinco años. Fue reelegido para un nuevo mandato el día 17 de enero de 1990 , ejerciendo el cargo durante más de diez años, hasta el 25 de enero de 1995.

## Publicaciones
- "La Asociación de la Magistratura francesa y una sugerencia sobre su posible creación en España”, Revista de Derecho Judicial, Núm. 3, Madrid, 1960.
- “La extradición en Marruecos”, Revista de Derecho Judicial. Núm. 10. Madrid, Abril-junio. 1962.
- ”Situación de las personas de edad avanzada”. VIII Jornadas de Coordinación entre Defensores del Pueblo, Madrid, 1993, ISBN 84-87182-18-6.
- ”La relación entre los Ombudsman nacionales, regionales y locales”. Jornadas de Defensores del Pueblo, celebradas en el País Vasco. 1993.

## Actividad docente
Fue profesor de derecho procesal en el Instituto de Estudios Jurídicos San Lorenzo, de Málaga y de derecho constitucional en la Escuela de la Policía Municipal de la misma ciudad.